# Pseudohadena seposita
Pseudohadena seposita là một loài bướm đêm trong họ Noctuidae.